# Clemente Sánchez de Orellana
Clemente Sánchez de Orellana y Riofrío, I marqués de Villa Orellana (Cuenca, abril de 1707-Quito, 15 de febrero de 1782), fue un noble y político español nacido en la colonia de la Presidencia de Quito, actual República del Ecuador, que ocupó varios cargos importantes y relacionados con la administración pública española.

## Biografía
Nació en la ciudad de Cuenca en abril de 1707, bautizado un mes después en la Catedral de esa misma ciudad por su pariente, Juan Bautista Sánchez de Orellana. Era hijo de Jacinto Sánchez de Orellana y Ramírez de Arellano, Alcalde Ordinario del Cabildo y General de la Caballería de Cuenca, y de la dama limeña Teresa de Riofrío-Peralta y Mesía de Andrade.
El 8 de septiembre de 1733 se casó con la quiteña Antonia Agustina Javiera de Chiriboga y Luna, con quien tuvo cinco hijos, dos varones y tres mujeres: Jacinto, María Josefa, Joaquín, Juana y Micaela. El 22 de diciembre de 1757, a los cincuenta años de edad y por su labor como servidor público de la corona hispana, fue nombrado Caballero de la Orden de Santiago.
Su tío por línea paterna, Antonio Sánchez de Orellana y Ramírez de Arellano, era, además, el I Marqués de Solanda. Murió en la ciudad de Quito, velado en la iglesia de El Sagrario y sepultado en la capilla del Hospital San Juan de Dios el 15 de febrero de 1782.

### Servicios públicos
En 1732 fue alcalde Ordinario en su ciudad natal, Cuenca. Se convirtió en Gobernador, Corregidor y Colector General del Cabildo de Quito, y luego Corregidor de Cuenca. Fue miembro de la Sociedad Patriótica de Amigos del País, de Quito, de corriente ilustrada y que junto con Eugenio Espejo y Juan Pío de Montúfar se convertiría en el germen de los primeros movimientos independentistas de la actual República del Ecuador.
Siendo Alcalde de primer voto de la ciudad de Quito en 1786, fue uno de los principales que tomaron parte activa en el aseo y mejoramiento de la urbe, a cuya expensa personal, además de la de Miguel de Olmedo y Troya, alcalde de segundo voto y padre del poeta guayaquileño José Joaquín de Olmedo, se construyó el Parque de la Alameda, al norte del barrio de San Blas.
Según el informe enviado a Madrid en 1795 por el virrey José Manuel de Ezpeleta, que buscaba esclarecer las denuncias de corrupción que existían sobre el presidente de la Real Audiencia de Quito, Luis Muñoz de Guzmán, la elección del Marqués de Villa Orellana como alcalde de la capital audiencial respondía a una búsqueda de las autoridades del Cabildo para complacer a Muñoz, aunque consideraba a Sánchez de Orellana como una persona moderada en palabras y obras, además de un hombre con suficiente talento y cultura, y que se había desempeñado muy bien en el cargo.

### Marqués de Villa de Orellana

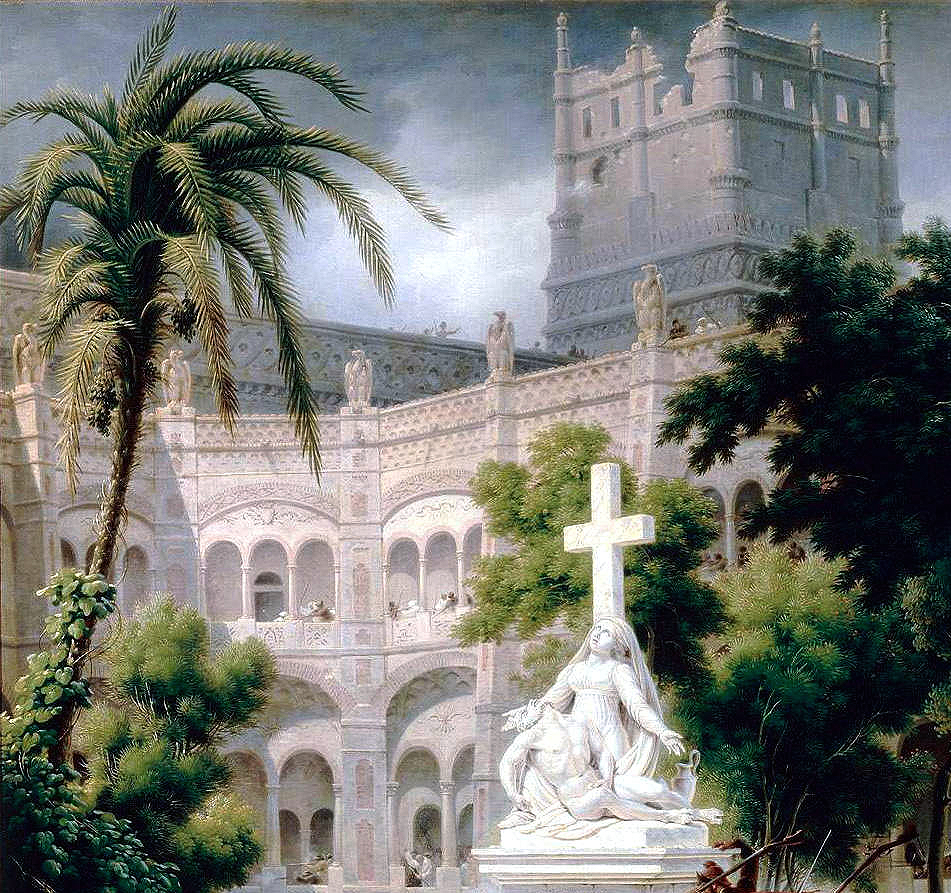
Monasterio de Santa Engracia de Zaragoza, renovado con el dinero pagado por Clemente a cambio del título de Marqués de Villa de Orellana.

El trámite para obtener el título se inició oficialmente con la respuesta del despacho del rey Fernando VI el 15 de julio de 1748. El título de Marqués de Villa de Orellana, con el vizcondado previo de Antizana, se concedió a Clemente Sánchez de Orellana y Riofrío «para sí, sus hijos y sucesores» el 6 de febrero de 1753, y su texto fue incluido como parte de la Real Cédula del día 27 del mismo mes y año, firmada en el Palacio del Buen Retiro.
El Marqués pagó el valor total de 2.250 ducados, que se causaron al Derecho de la media annata; de estos, 750 ducados correspondían al título de Vizconde de Antizana que precedió y quedaba suprimido según las reales órdenes, y los 1.500 ducados restantes por el título marquesal en sí mismo. El pago de Sánchez de Orellana fue utilizado para costear la obra de reparación del Monasterio de Santa Engracia, de la Orden de San Jerónimo, en la ciudad de Zaragoza. Adicionalmente, y mediante Real Cédula emitida el 27 de abril de 1753, el flamante marqués fue autorizado a fundar un mayorazgo para perpetuar la fortuna familiar.

## Genealogía
|  |                                                                       |  |  |  |  |  |  |  |  |  |  |  |  |  |  |  |
|  | 16. Capitán Álvaro Sánchez de Orellana                                |  |  |  |  |  |  |  |  |  |  |  |  |  |  |  |
|  |                                                                       |  |  |  |  |  |  |  |  |  |  |  |  |  |  |  |
|  |                                                                       |  |  |  |  |  |  |  |  |  |  |  |  |  |  |  |
|  | 8. Capitán Antonio Sánchez de Orellana                                |  |  |  |  |  |  |  |  |  |  |  |  |  |  |  |
|  |                                                                       |  |  |  |  |  |  |  |  |  |  |  |  |  |  |  |
|  |                                                                       |  |  |  |  |  |  |  |  |  |  |  |  |  |  |  |
|  | 17. María Daza                                                        |  |  |  |  |  |  |  |  |  |  |  |  |  |  |  |
|  |                                                                       |  |  |  |  |  |  |  |  |  |  |  |  |  |  |  |
|  |                                                                       |  |  |  |  |  |  |  |  |  |  |  |  |  |  |  |
|  | 4. Capitán Clemente Sánchez de Orellana y Goyas                       |  |  |  |  |  |  |  |  |  |  |  |  |  |  |  |
|  |                                                                       |  |  |  |  |  |  |  |  |  |  |  |  |  |  |  |
|  |                                                                       |  |  |  |  |  |  |  |  |  |  |  |  |  |  |  |
|  | 18. Capitán Fermín de Goyas                                           |  |  |  |  |  |  |  |  |  |  |  |  |  |  |  |
|  |                                                                       |  |  |  |  |  |  |  |  |  |  |  |  |  |  |  |
|  |                                                                       |  |  |  |  |  |  |  |  |  |  |  |  |  |  |  |
|  | 9. Ana de Goyas                                                       |  |  |  |  |  |  |  |  |  |  |  |  |  |  |  |
|  |                                                                       |  |  |  |  |  |  |  |  |  |  |  |  |  |  |  |
|  |                                                                       |  |  |  |  |  |  |  |  |  |  |  |  |  |  |  |
|  | 19. Ángela de Berrazueta                                              |  |  |  |  |  |  |  |  |  |  |  |  |  |  |  |
|  |                                                                       |  |  |  |  |  |  |  |  |  |  |  |  |  |  |  |
|  |                                                                       |  |  |  |  |  |  |  |  |  |  |  |  |  |  |  |
|  | 2. General Jacinto Sánchez de Orellana y Ramírez de Arellano          |  |  |  |  |  |  |  |  |  |  |  |  |  |  |  |
|  |                                                                       |  |  |  |  |  |  |  |  |  |  |  |  |  |  |  |
|  |                                                                       |  |  |  |  |  |  |  |  |  |  |  |  |  |  |  |
|  | 20. Diego Ramírez de Arellano                                         |  |  |  |  |  |  |  |  |  |  |  |  |  |  |  |
|  |                                                                       |  |  |  |  |  |  |  |  |  |  |  |  |  |  |  |
|  |                                                                       |  |  |  |  |  |  |  |  |  |  |  |  |  |  |  |
|  | 10. Capitán Pedro Ramírez de Arellano                                 |  |  |  |  |  |  |  |  |  |  |  |  |  |  |  |
|  |                                                                       |  |  |  |  |  |  |  |  |  |  |  |  |  |  |  |
|  |                                                                       |  |  |  |  |  |  |  |  |  |  |  |  |  |  |  |
|  | 21. Constanza Ramírez de Osorio                                       |  |  |  |  |  |  |  |  |  |  |  |  |  |  |  |
|  |                                                                       |  |  |  |  |  |  |  |  |  |  |  |  |  |  |  |
|  |                                                                       |  |  |  |  |  |  |  |  |  |  |  |  |  |  |  |
|  | 5. Jacinta Ramírez de Arellano y Román                                |  |  |  |  |  |  |  |  |  |  |  |  |  |  |  |
|  |                                                                       |  |  |  |  |  |  |  |  |  |  |  |  |  |  |  |
|  |                                                                       |  |  |  |  |  |  |  |  |  |  |  |  |  |  |  |
|  | 22. Capitán Juan Salvador Román                                       |  |  |  |  |  |  |  |  |  |  |  |  |  |  |  |
|  |                                                                       |  |  |  |  |  |  |  |  |  |  |  |  |  |  |  |
|  |                                                                       |  |  |  |  |  |  |  |  |  |  |  |  |  |  |  |
|  | 11. Bernarda Román                                                    |  |  |  |  |  |  |  |  |  |  |  |  |  |  |  |
|  |                                                                       |  |  |  |  |  |  |  |  |  |  |  |  |  |  |  |
|  |                                                                       |  |  |  |  |  |  |  |  |  |  |  |  |  |  |  |
|  | 23. Inés de Baeza                                                     |  |  |  |  |  |  |  |  |  |  |  |  |  |  |  |
|  |                                                                       |  |  |  |  |  |  |  |  |  |  |  |  |  |  |  |
|  |                                                                       |  |  |  |  |  |  |  |  |  |  |  |  |  |  |  |
|  | 1. Clemente Sánchez de Orellana y Riofrío I Marqués de Villa Orellana |  |  |  |  |  |  |  |  |  |  |  |  |  |  |  |
|  |                                                                       |  |  |  |  |  |  |  |  |  |  |  |  |  |  |  |
|  |                                                                       |  |  |  |  |  |  |  |  |  |  |  |  |  |  |  |
|  | 24. Diego de Riofrío                                                  |  |  |  |  |  |  |  |  |  |  |  |  |  |  |  |
|  |                                                                       |  |  |  |  |  |  |  |  |  |  |  |  |  |  |  |
|  |                                                                       |  |  |  |  |  |  |  |  |  |  |  |  |  |  |  |
|  | 12. Licenciado Antonio de Riofrío                                     |  |  |  |  |  |  |  |  |  |  |  |  |  |  |  |
|  |                                                                       |  |  |  |  |  |  |  |  |  |  |  |  |  |  |  |
|  |                                                                       |  |  |  |  |  |  |  |  |  |  |  |  |  |  |  |
|  | 25. Antonia de Garay                                                  |  |  |  |  |  |  |  |  |  |  |  |  |  |  |  |
|  |                                                                       |  |  |  |  |  |  |  |  |  |  |  |  |  |  |  |
|  |                                                                       |  |  |  |  |  |  |  |  |  |  |  |  |  |  |  |
|  | 6. General Diego Antonio de Riofrío Peralta y Virués                  |  |  |  |  |  |  |  |  |  |  |  |  |  |  |  |
|  |                                                                       |  |  |  |  |  |  |  |  |  |  |  |  |  |  |  |
|  |                                                                       |  |  |  |  |  |  |  |  |  |  |  |  |  |  |  |
|  | 26. Yuste de Peralta                                                  |  |  |  |  |  |  |  |  |  |  |  |  |  |  |  |
|  |                                                                       |  |  |  |  |  |  |  |  |  |  |  |  |  |  |  |
|  |                                                                       |  |  |  |  |  |  |  |  |  |  |  |  |  |  |  |
|  | 13. Ana de Peralta Virués y Buitrago                                  |  |  |  |  |  |  |  |  |  |  |  |  |  |  |  |
|  |                                                                       |  |  |  |  |  |  |  |  |  |  |  |  |  |  |  |
|  |                                                                       |  |  |  |  |  |  |  |  |  |  |  |  |  |  |  |
|  | 27. Manuela de Virués                                                 |  |  |  |  |  |  |  |  |  |  |  |  |  |  |  |
|  |                                                                       |  |  |  |  |  |  |  |  |  |  |  |  |  |  |  |
|  |                                                                       |  |  |  |  |  |  |  |  |  |  |  |  |  |  |  |
|  | 3. Teresa Catalina de Riofrío Peralta y Mesía de Andrade              |  |  |  |  |  |  |  |  |  |  |  |  |  |  |  |
|  |                                                                       |  |  |  |  |  |  |  |  |  |  |  |  |  |  |  |
|  |                                                                       |  |  |  |  |  |  |  |  |  |  |  |  |  |  |  |
|  | 14. Pedro Mesía de Andrade                                            |  |  |  |  |  |  |  |  |  |  |  |  |  |  |  |
|  |                                                                       |  |  |  |  |  |  |  |  |  |  |  |  |  |  |  |
|  |                                                                       |  |  |  |  |  |  |  |  |  |  |  |  |  |  |  |
|  | 7. Josefa Mesía de Andrade                                            |  |  |  |  |  |  |  |  |  |  |  |  |  |  |  |
|  |                                                                       |  |  |  |  |  |  |  |  |  |  |  |  |  |  |  |
|  |                                                                       |  |  |  |  |  |  |  |  |  |  |  |  |  |  |  |
|  | 15. Manuela González de Peñafiel                                      |  |  |  |  |  |  |  |  |  |  |  |  |  |  |  |
|  |                                                                       |  |  |  |  |  |  |  |  |  |  |  |  |  |  |  |
|  |                                                                       |  |  |  |  |  |  |  |  |  |  |  |  |  |  |  |